# 桑基鱼塘
桑基鱼塘（mulberry fish pond），是池中养鱼、池埂种桑的一种综合养鱼方式，為基塘農業最典型的一種。是为充分利用土地而创造的一种挖深鱼塘，垫高基田，塘基植桑，塘内养鱼的高效人工生态系统。珠江三角洲地区的桑基魚塘是世界著名的生態農業模式，還有蔗基魚塘。
將養蠶產生的廢物作為魚糧，魚排泄物沈於塘底成為營養豐富的腐植質塘泥，可以為桑樹及其他經濟樹的肥料。在浙江湖州桑基魚塘還成為全球重要農業文化遺產。
桑基鱼塘的发展，既促进了种桑、蚕業及养鱼事业的发展，又带动了缫丝等加工工业的前进，逐渐发展成一种完整的、科学化的人工生态系统。
然而近年高經濟價值魚類的市場需求增加，農民紛紛捨基就塘，使得蠶絲產量下降。
珠三角地區絕大部分桑基魚塘在幾十年的工業化和城鎮化大潮中消逝，而西樵七星村在1972年被聯合國教科文組織評為“桑基魚塘農田示範區”，村內絕大部分土地被劃定為農田保護區，保存著珠三角最好的近10萬畝桑基魚塘區。

## 另見
- 魚菜共生

## 延伸阅读
[在维基数据编辑]
 《欽定古今圖書集成·經濟彙編·食貨典·蠶桑部》，出自陈梦雷《古今圖書集成》